# Estgrunden
Estgrunden är öar i Finland. De ligger i Finska viken och i kommunen Ingå i landskapet Nyland, i den södra delen av landet. Öarna ligger omkring 57 kilometer sydväst om Helsingfors.
Arean för den av öarna koordinaterna pekar på är 0,5 hektar och dess största längd är 130 meter i nord-sydlig riktning. Närmaste större samhälle är Ingå, 14,9 km norr om Estgrunden.